# Pico Villuercas
De Pico Villuercas, ook bekend als Pico de la Villuerca of Risco de la Villuerca ligt in de buurt van het Spaanse dorpje Navezuelas in de provincie Cáceres en is met 1.603 m de hoogste top die over de weg bereikbaar is in Extremadura, evenals het hoogste punt van de Montes de Toledo. Op de top is een verlaten militaire basis en een helikopterplatform.
Het is gelegen in het hart van de Sierra de Guadalupe, de laatste uitloper van de Montes de Toledo in het oosten van de provincie Cáceres.

## Vuelta a España
De Pico Villuercas was al twee maal de finish van de Vuelta.  Zowel de 14e etappe van de Vuelta a España 2021 als de 4e etappe van de Ronde van Spanje 2024 eindigden op de Pico Villuercas.
Winnaar op de Pico Villuercas
- 2021:  Romain Bardet
- 2024:  Primož Roglič